# Premios Redención
Los Premios Redención, fundados por la Academia de Arte Cristiano de Nueva York,es una organización dedicada a reconocer a los artistas cristianos latinoamericanos mediante una premiación pública con estatuilla.

## Historia
La primera edición y ceremonia de Premios Redención se realizó el 2 de junio de 2018 en el PlayStation Theater de Nueva York.La gala contó con la participación de reconocidos artistas cristianos como Álex Campos, Redimi2, Israel Houghton, Blanca Callahan, Ana Grace, entre otros.En el año 2019, la ceremonia contó con la participación del cantautor y productor brasileño Thalles Roberto y de la República Dominicana, la banda Fuente Q.
La gala más reciente, en su tercera edición, se celebró el lunes 7 de diciembre del 2020. Debido a la Pandemia de COVID-19 la ceremonia se efectuó de manera virtual a través de una transmisión en vivo por TV Quisquella, Dish Latino y en República Dominicana por Vega TV.En el año 2022, se anunció que debido a las nuevas condiciones y restricciones provocadas por Omicron, la variante predominante del virus COVID-19 en Estados Unidos, entre otros contratiempos, se vio con la necesidad de realizar la celebración de los “Premios Redención 2021” nuevamente de forma virtual el día 14 de marzo de 2022.

## Categorías
- Canción del Año.
- Compositor del Año.
- Álbum del Año.
- Video Musical del Año.
- Artista Revelación del Año.
- Canción Urbana del Año.
- Canción Regional Tropical.
- Agrupación o Dúo del Año.
- Intérprete Femenino del Año.
- Intérprete Masculino del Año.
- Colaboración del Año.
- Productor Musical del Año.
- Personalidad de mayor influencia en las redes (Influencer) (Por elección popular).
- Escritor (Autor) del año.
- Premio Redención a la Trayectoria (Por elección de la Junta Directiva).
- Premio Redención a la Excelencia (Por elección de la Junta Directiva).
- Canción Infantil del Año.
- Portada del Año.
- Canción Regional Grupera.
- Intérprete Infantil del Año.
- Canción Pop Rock del Año.
- Canción Popular del Año.